# Flygolyckan i Smolensk
Flygolyckan i Smolensk inträffade på morgonen den 10 april 2010 när ett polskt regeringsflygplan kraschade strax öster om staden Smolensk i Ryssland. Samtliga ombord, 88 passagerare och 8 besättningsmän, omkom vid haveriet. Bland de omkomna fanns Polens president Lech Kaczyński (från partiet Lag och Rättvisa, PiS) samt Polens första dam, hans hustru Maria Kaczyńska, många riksdagsmän (PiS), flera av Polens ekonomiskt sakkunniga, kulturella personligheter, tidiga Solidaritet-rörelsens ledare samt flera av Polens högsta militära ledare.
Flygplanet var av typen Tupolev TU-154M Lux med internnumret 101 och tillhörde det militära, 36:e specialflygregementet (36 Specjalny Pułk Lotnictwa Transportowego), baserat på flygplatsen i Okęcie i Warszawas södra utkant.

## Förlopp

Rutten det havererade flygplanet tog från Warszawa till Smolensk.

Flygplanet startade klockan 07:27 lokal tid (05:27 UTC) från Frédéric Chopin-flygplatsen i Polens huvudstad Warszawa och havererade klockan 10:41 lokal tid (06:41 UTC) i ett skogsparti mellan orten Petsjorsk och staden Smolensk i västra Ryssland. Planet var på väg till Smolensk flygplats, som är en blandad militär och civil flygplats, men som inte har reguljär passagerartrafik. Den saknade viktig utrustning som är obligatoriska på flygplatser som har reguljär passagerartrafik.
Ungefär en timme innan olyckstillfället hade den polska regeringens Jakowlew Jak-40 med presidentens tross och journalister ombord landat utan incidenter. Därefter försämrades siktförhållandena avsevärt. En rysk Iljusjin Il-76 på väg till den aktuella flygplatsen avbröt landningen och flög istället till Moskva-Vnukovo-flygplatsen.

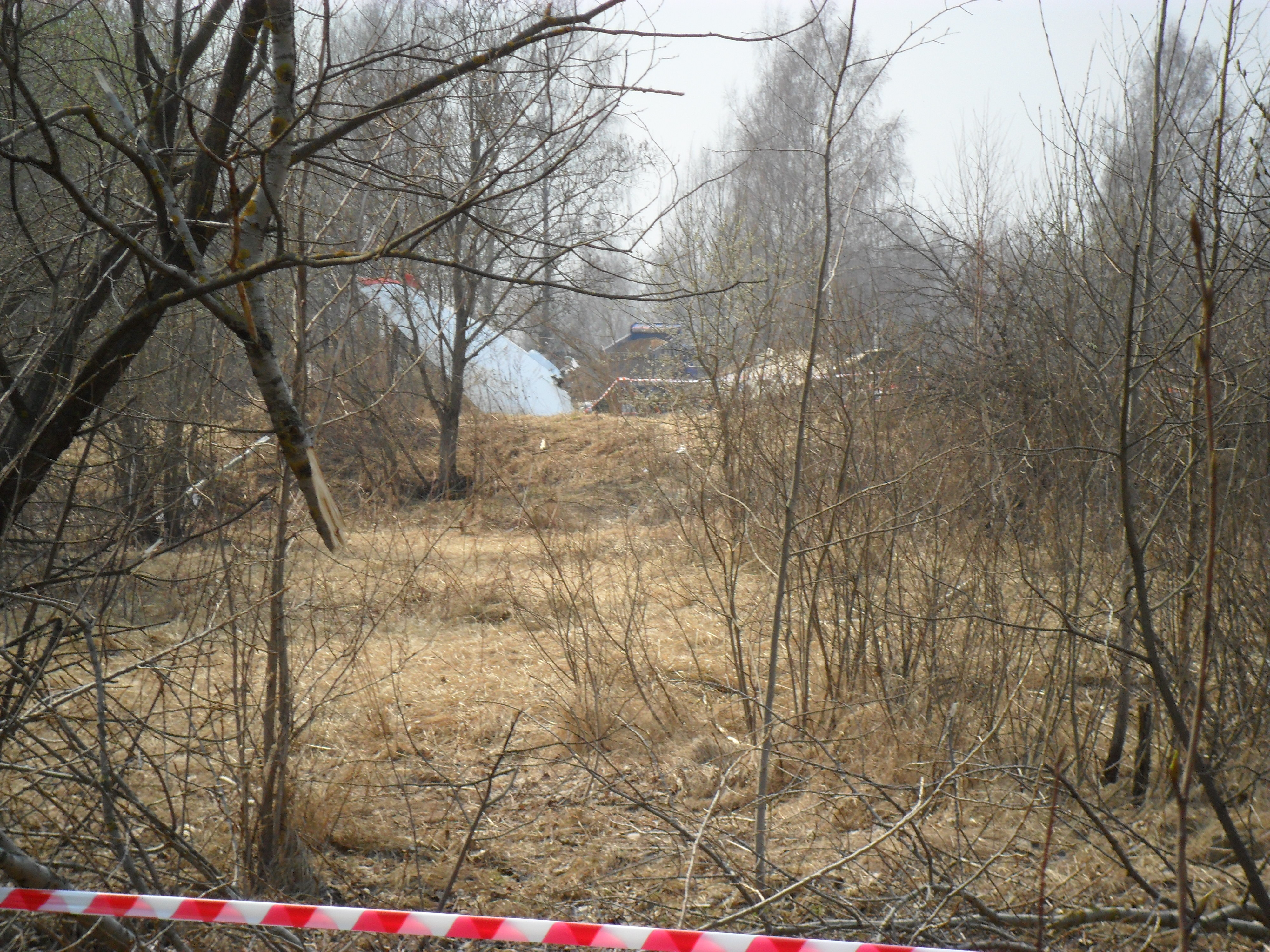
Del av vraket utanför Smolensk.

När flygplanet med den polske presidentens delegation ombord närmade sig flygplatsen rådde det mycket tät dimma i området, vilket gjorde det svårare att genomföra en landning, och trots att de ryska flygledarna rekommenderade de polska piloterna kapten Arkadiusz Protasiuk och major Robert Grzywna att avbryta inflygningen för att istället flyga till Minsk, Vitsebsk eller Moskva, beslutade flygkaptenen ändå att försöka landa i Smolensk.
 På grund av den täta dimman och avsaknaden av viktiga instrument på flygfältet som indikerade landningsbanans position, hamnade flygplanet 300 meter ur kurs, Enligt Sergej Antufjev, guvernör i Smolensk oblast, samt ögonvittnen, gled flygplanet in mycket lågt över trädtopparna, slog i marken, slets i flera bitar och fattade eld. Polis och brandkår fanns snabbt på plats, men det fanns inget mer man kunde göra än att släcka branden som uppstått vid det havererade planet. I internationella media rapporterades felaktigt i flera dagar att flygplanet gjorde fyra i stället för bara en inflygning. Detta är mycket ovanligt enligt luftfartsexperter. Möjligtvis föreligger ett översättningsfel i rysk medierapportering och handlade om tre holdingmanövrar och en inflygning. Andra språkproblem ska flygledaren Pavel Plusnin enligt utsago ha haft i kommunikationen med piloterna, då kontakten mellan flygplatsen och flygplanet och av hittills okända skäl inte avhandlades på det ordinarie flygtrafikspråket engelska. Två av flygplanets totalt tre färdskrivare bärgades den 10 april och den tredje färdskrivaren bärgades två dagar senare, den 12 april. Dessa analyserades av ryska och polska experter och den 29 juli 2011 publicerades en slutrapport.

## Flygplanet
Flygplanet som var tillverkat 1990 av ryska flygplanstillverkaren Tupolev, flög för första gången den 29 juni 1990. Vid tidpunkten för olyckan hade det ackumulerat totalt 5143 flygtimmar och 3899 cykler. Livslängden för en TU-154M är 25½ år eller 30000 timmar eller 15000 cykler (det som inträffar först). Alla tre Soloviev D-30KU-154 motorer var inom serviceramen på 24000 timmar eller 11100 cykler.
"101" var en av två Tupolev Tu-154s som fungerade som regeringens officiella flygplan. Flygplanet hade genomgått en omfattande översyn i december 2009 vid Aviakor i Samara, Ryssland och Aleksej Gusev, chef för underhållsanläggningen som utfört arbetet, påstod att flygplanet inte borde ha haft tekniska problem vid olyckan.
Flygplanet havererade endast 139 flygtimmar efter den sista översynen.

## Dödsoffer

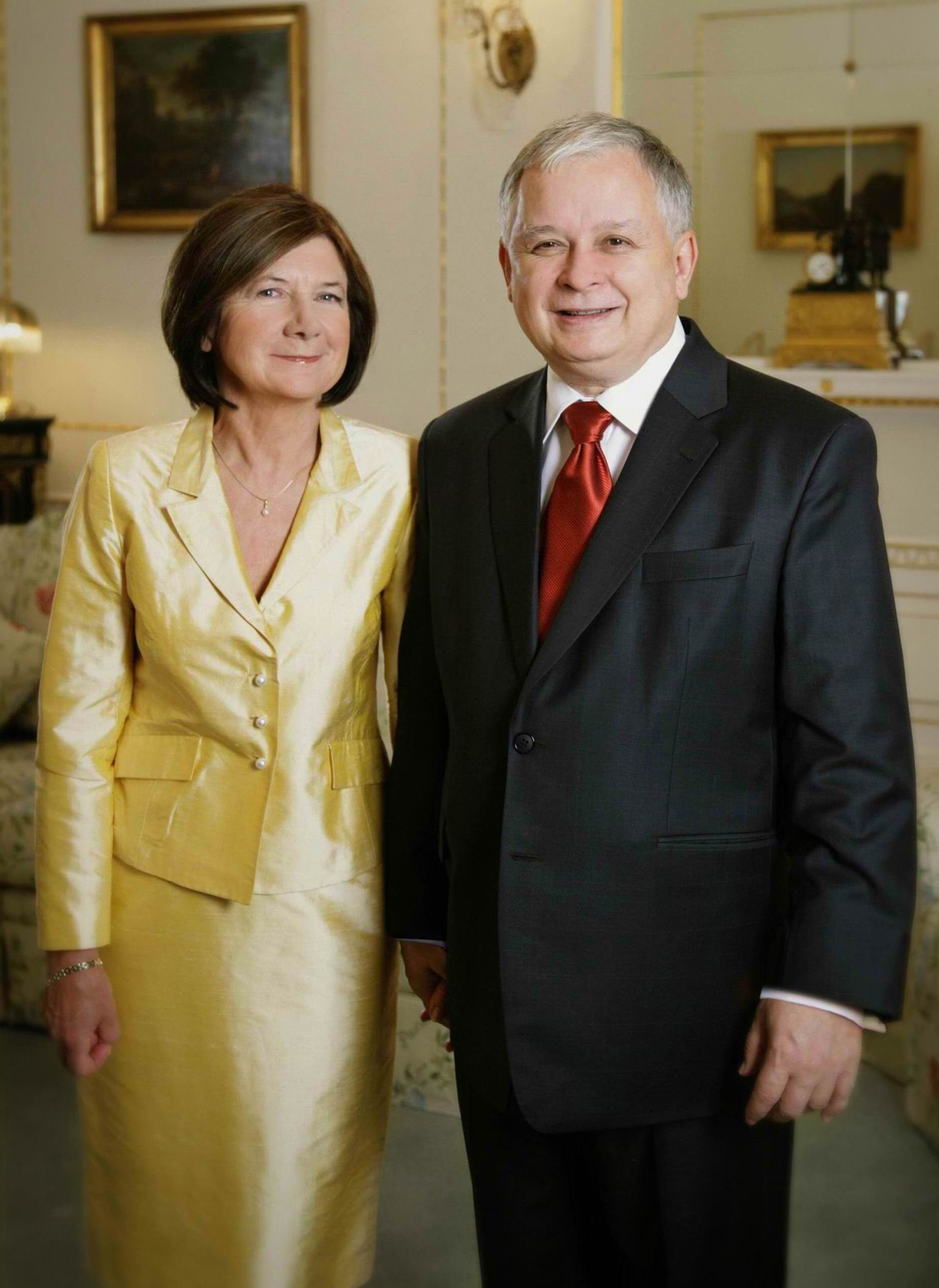
Lech Kaczyński med hustrun Maria.

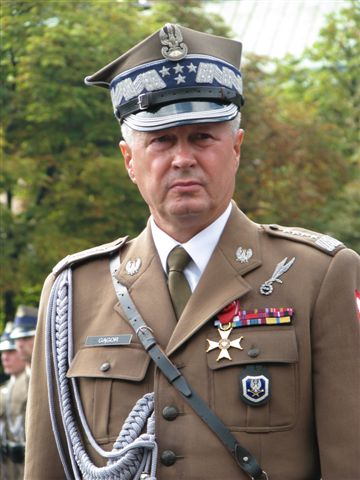
Franciszek Gągor.

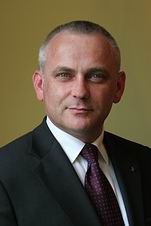
Aleksander Szczygło.

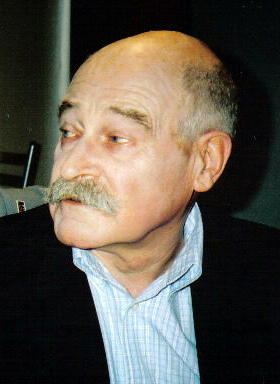
Janusz Zakrzeński.

Enligt flera tidiga rapporter från nyhetsbyråer fanns inga överlevande, vilket senare även kunde bekräftas. Med ombord på flygplanet fanns förutom Polens president Lech Kaczyński hans hustru Maria Kaczyńska, flera polska politiker, kyrkliga representanter, stora delar av militärledningen och högtstående representanter för landet. Delegationen var på väg till högtidlighållandet av 70-årsminnet av Katynmassakern. Flera anhöriga till dödsoffren från massakern fanns också med ombord. Bland de övriga dödsoffren räknas även åtta besättningsmän. Bland andra rör det sig om följande offer:

### Politiska ledare
- Lech Kaczyński, Polens president och grundare av partiet Lag och rättvisa (PiS)
- Krystyna Bochenek, senator (partilös), senatens vice talman
- Leszek Deptuła, ledamot i Sejmen (Polska folkpartiet, PSL)
- Grzegorz Dolniak, ledamot i Sejmen (Medborgarplattformen, PO)
- Janina Fetlińska, polsk senator (PiS)
- Grażyna Gęsicka, ledamot i Sejmen, gruppledare för Lag och rättvisa, förutvarande minister för regional utveckling
- Przemysław Gosiewski, ledamot i Sejmen (PiS)
- Mariusz Handzlik, understatssekreterare[21]
- Izabela Jaruga-Nowacka, ledamot i Sejmen, förutvarande minister för socialpolitik och förutvarande ordförande för Unia Pracy
- Sebastian Karpiniuk, ledamot i Sejmen (PO)
- Stanisław Komorowski, vice försvarsminister
- Andrzej Kremer, ställföreträdande utrikesminister
- Tomasz Merta, understatssekreterare, vice kulturminister
- Aleksandra Natalli-Świat, ledamot i Sejmen (PiS)
- Maciej Płażyński, tidigare ledamot i Sejmen
- Krzysztof Putra, ledamot i Sejmen
- Arkadiusz Rybicki, ledamot i Sejmen (PO)
- Władysław Stasiak, ledare i presidentkansliet
- Aleksander Szczygło, chef för Nationella säkerhetsbyrån (BBN), tidigare försvarsminister (PiS)
- Jerzy Szmajdziński, Sejmens vice talman, tidigare försvarsminister (Demokratiska vänsterförbundet, SLD)
- Jolanta Szymanek-Deresz, ledamot i Sejmen (SLD)
- Zbigniew Wassermann, ledamot i Sejmen (PiS), tidigare minister för underrättelsetjänsten
- Wiesław Woda, ledamot i Sejmen (PSL)
- Edward Wojtas, ledamot i Sejmen (PSL)
- Paweł Wypych, statssekreterare[21] (PiS)
- Stanisław Zając, senator (PiS)

### Militära och andliga ledare
- Andrzej Błasik, flygvapenchef
- Tadeusz Buk, arméchef
- Miron Chodakowski, brigadgeneral, ärkebiskop för Polsk-ortodoxa kyrkan i Polen och ortodox militärbiskop
- Franciszek Gągor, generalstabschef
- Kazimierz Gilarski, brigadgeneral, överbefälhavare för Warszawa-garnisonen
- Andrzej Karweta, viceamiral, marinchef
- Stanisław Komornicki, brigadgeneral, kansler i Orden Virtuti Militari
- Bronisław Kwiatkowski, chef för arméns operationskommando
- Adam Pilch, överste, ställföreträdande evangelisk militärbiskop
- Tadeusz Płoski, generalmajor, romersk-katolsk militärbiskop i Polens försvarsmakt
- Włodzimierz Potasiński, chef för specialstyrkorna

### Andra passagerare
- Ryszard Kaczorowski, siste presidenten i Polens exilregering
- Maria Kaczyńska, presidenthustru (Lech Kaczyńskis maka)
- Janusz Krupski, direktor för Urząd do Spraw Kombatantów i Osób Represjonowanych
- Janusz Kurtyka, polsk historiker och chef för Instytut Pamięci Narodowej
- Piotr Nurowski, ordförande i Polens olympiska kommitté
- Ryszard Rumianek, rektor för Kardinal Stefan Wyszyński-universitetet
- Andrzej Sariusz-Skąpski, ordförande i förbundet för anhöriga till Katynoffren
- Sławomir Skrzypek, chef för polska riksbanken
- Anna Walentynowicz, medlem i fackföreningen Solidaritet och deltagare i strejkrörelsen på Leninvarvet i Gdańsk 1980
- Janusz Zakrzeński, polsk skådespelare

### Besättning
- Arkadiusz Protasiuk, flygkapten i polska armén
- Robert Grzywna, major och andrepilot

## Reaktioner

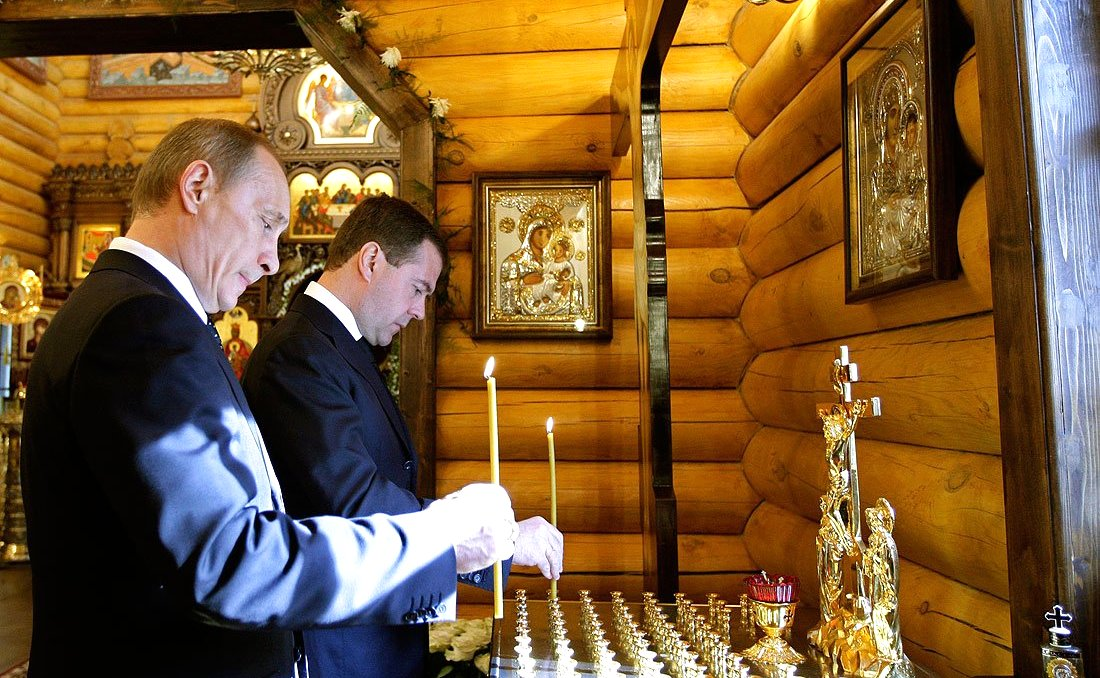
Medvedev och Putin tänder sorgeljus.

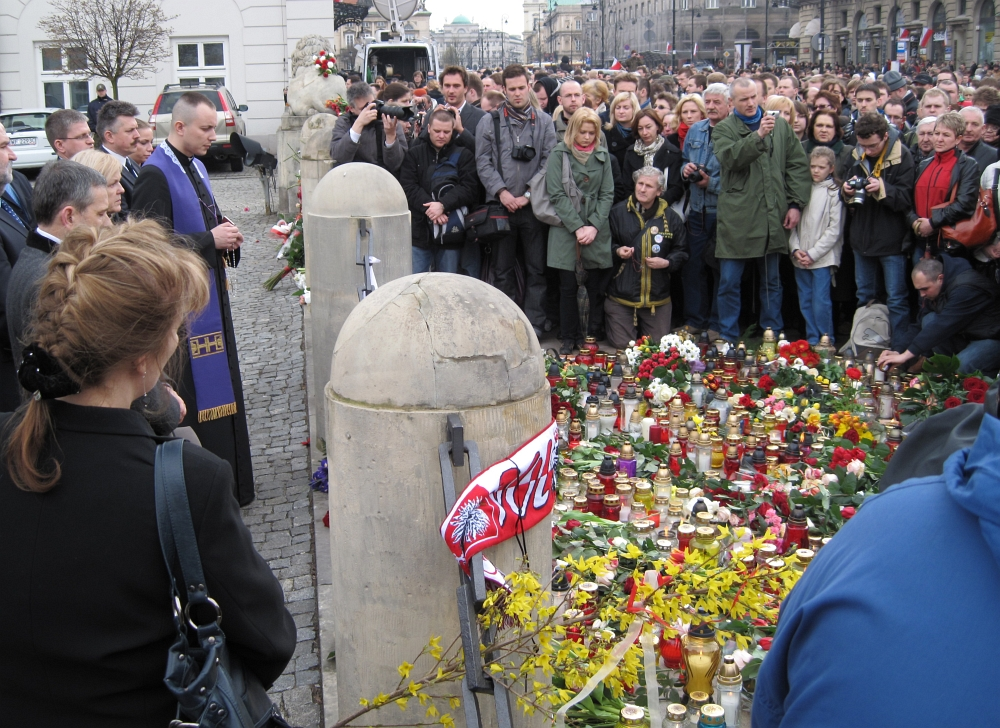
Sörjande vid presidentpalatset i Warszawa.

Den ryske presidenten Dmitrij Medvedev meddelade omedelbart efter haveriet att han inrättat en undersökningskommission för flygolyckan under premiärministern Vladimir Putins ordförandeskap. Rysslands riksåklagare har inlett en undersökning. Polens premiärminister Donald Tusk sammankallade ett krissammanträde, och föranstaltade en veckas landssorg. Över hela världen framförde statschefer och regeringsledamöter sina kondoleanser. I Warszawa samlades tusentals sörjande för att lägga blommor framför presidentpalatset och gemensam bön.

## Påverkan på Polens politik
Sejmens talman Bronisław Komorowski har jämlikt den polska grundlagens 131:a artikel övertagit presidentens befogenheter fram till en ny president valts. Han måste inom 14 dagar utlysa nyval, som måste äga rum inom 60 dagar. Ursprungligen skulle presidentvalet ha skett i oktober 2010. Vid sidan av ämbetsinnehavaren Kaczyński bragtes med socialdemokraten Jerzy Szmajdziński ytterligare en presidentkandidat om livet.
Bland dödsoffren i flyghaveriet fanns också två vice talmän och tolv ledamöter av Sejmen liksom en vice talman och två ytterligare ledamöter av Polens senat. Många av offren, även många av dem som inte hörde till partiet Lag och Rättvisa, var högerkonservativa som Kaczyński och hörde till den polska högerns ledning eller stod den nära. Förlusten av de personerna har slagit hårt mot högerlägret och det verkar osäkert om högern kan ställa upp med allvarligt menade kandidater i kommande presidentval. Dessutom är det efter den EU-kritiske  riksbankschefen Sławomir Skrzypeks frånfälle tänkbart att det nu går snabbare att införa euron som valuta.
Polens förutvarande president Lech Wałęsa kritiserade att ett så stort antal betydande personer samtidigt fanns samlade på en ort och fordrade regleringar, som kan förhindra sådant i framtiden. De fram till denna tidpunkt befintliga regleringarna medförde att president, premiärminister och Sejmens talman inte fick resa i samma flygplan.
Polska nyhetsbyråer fruktade möjligheten att offren förde med sig hemliga dokument och att dessa bärgats ur spillrorna av den ryska sidan. Försvarsminister Bogdan Klich dementerade dock denna möjlighet.